# The War of the Tongs
The War of the Tongs er en amerikansk stumfilm fra 1917.

## Medvirkende
- Tom Hing som Chin Ting
- Hoo Ching som Lee Hoy
- Lee Gow som Wong Wing
- Lin Neong som Suey Lee